# Campanula hierosolymitana
Campanula hierosolymitana är en klockväxtart som beskrevs av Pierre Edmond Boissier. Campanula hierosolymitana ingår i släktet blåklockor, och familjen klockväxter. Inga underarter finns listade i Catalogue of Life.

## Bildgalleri

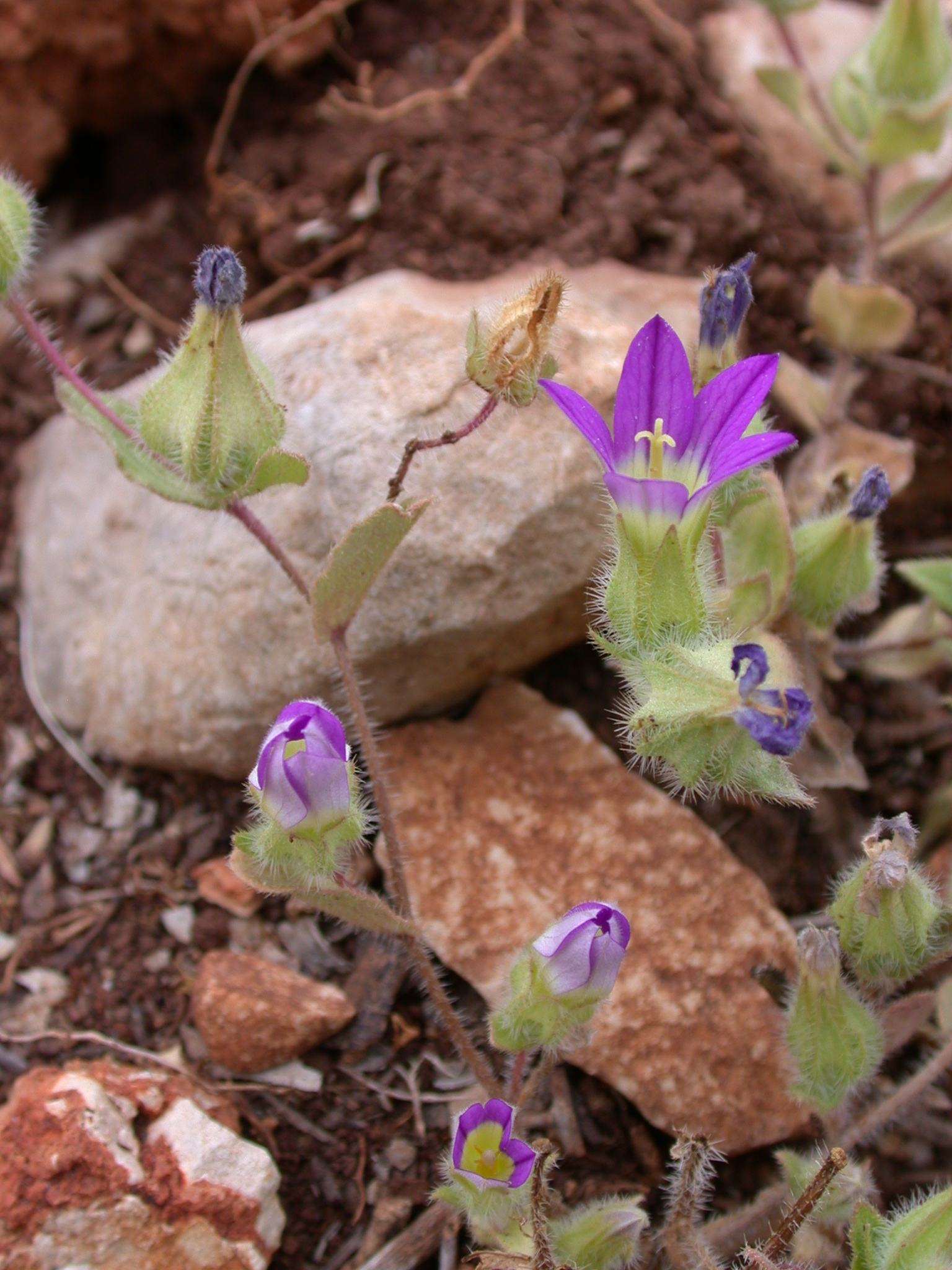